# Haibach
Haibach é um município da Alemanha, no distrito de Straubing-Bogen, na região administrativa da Baixa Baviera, estado de Baviera.